# ناتالی هال
 ناتالی هال (انگلیسی: Natalie Hall؛ زادهٔ ۲۵ ژانویهٔ ۱۹۹۰) یک هنرپیشه اهل کانادا است. وی از سال ۲۰۰۴ میلادی تاکنون مشغول فعالیت بوده‌است.